# Elena Evseeva

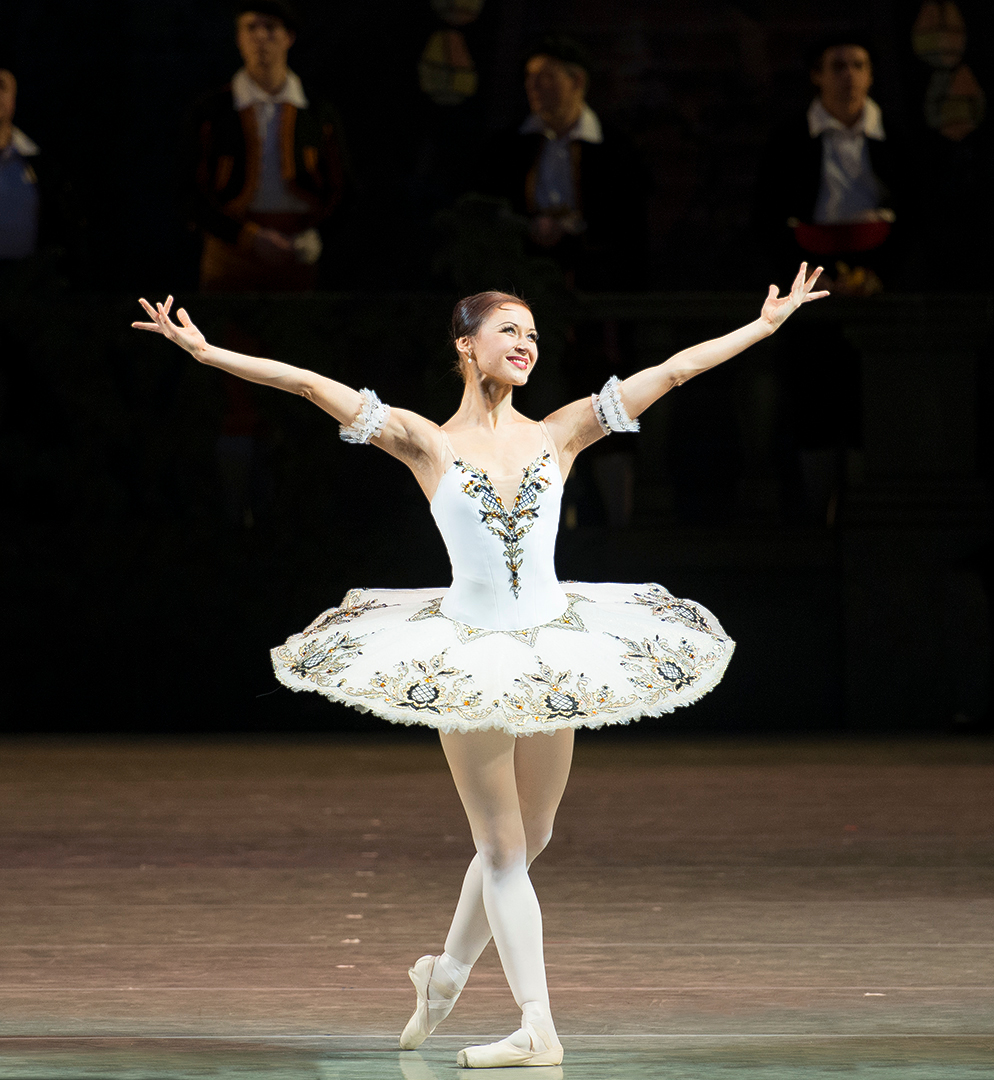
Elena Evseeva, 2012

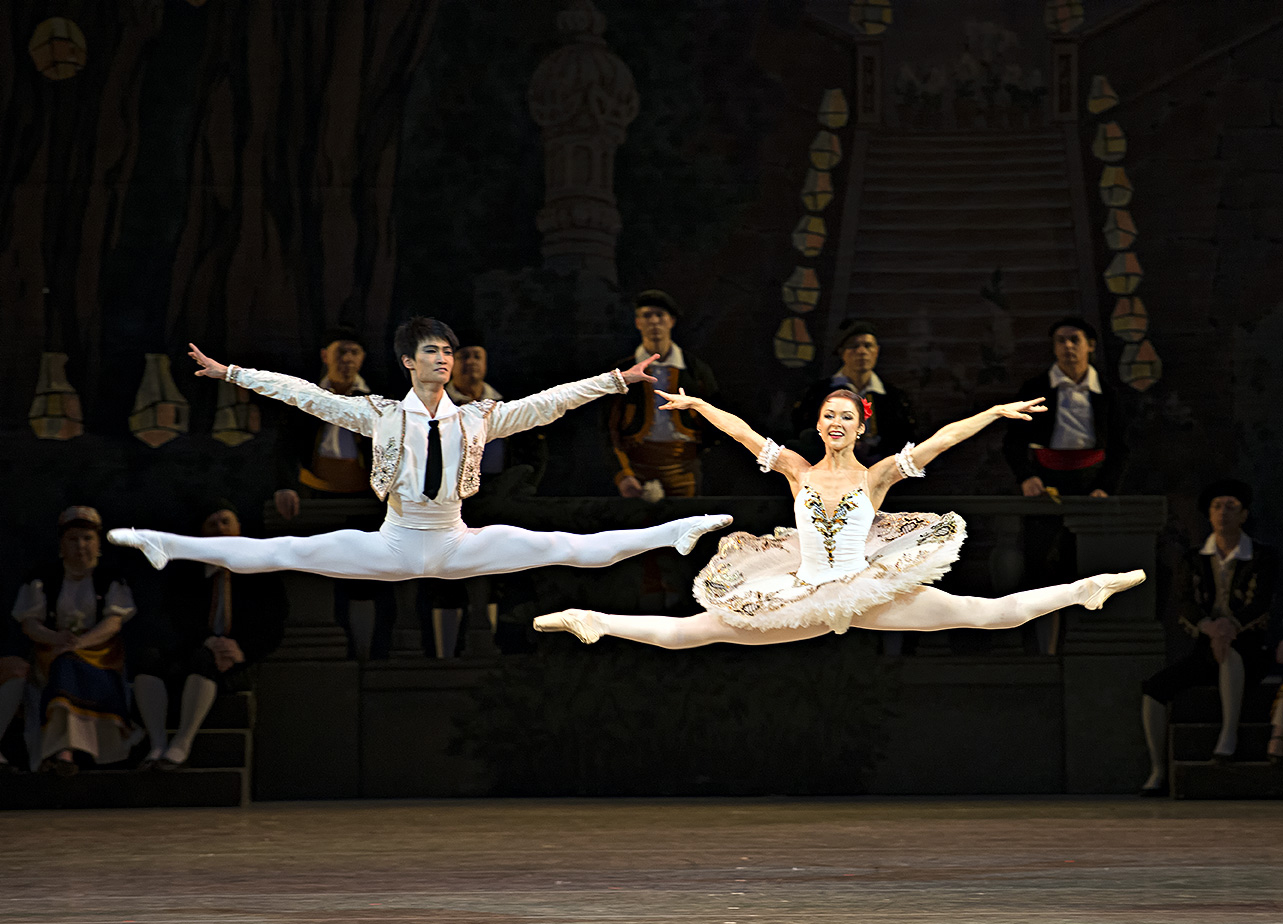
Elena Evseeva e Kimin Kim. Balletto Mariinskij, 2012

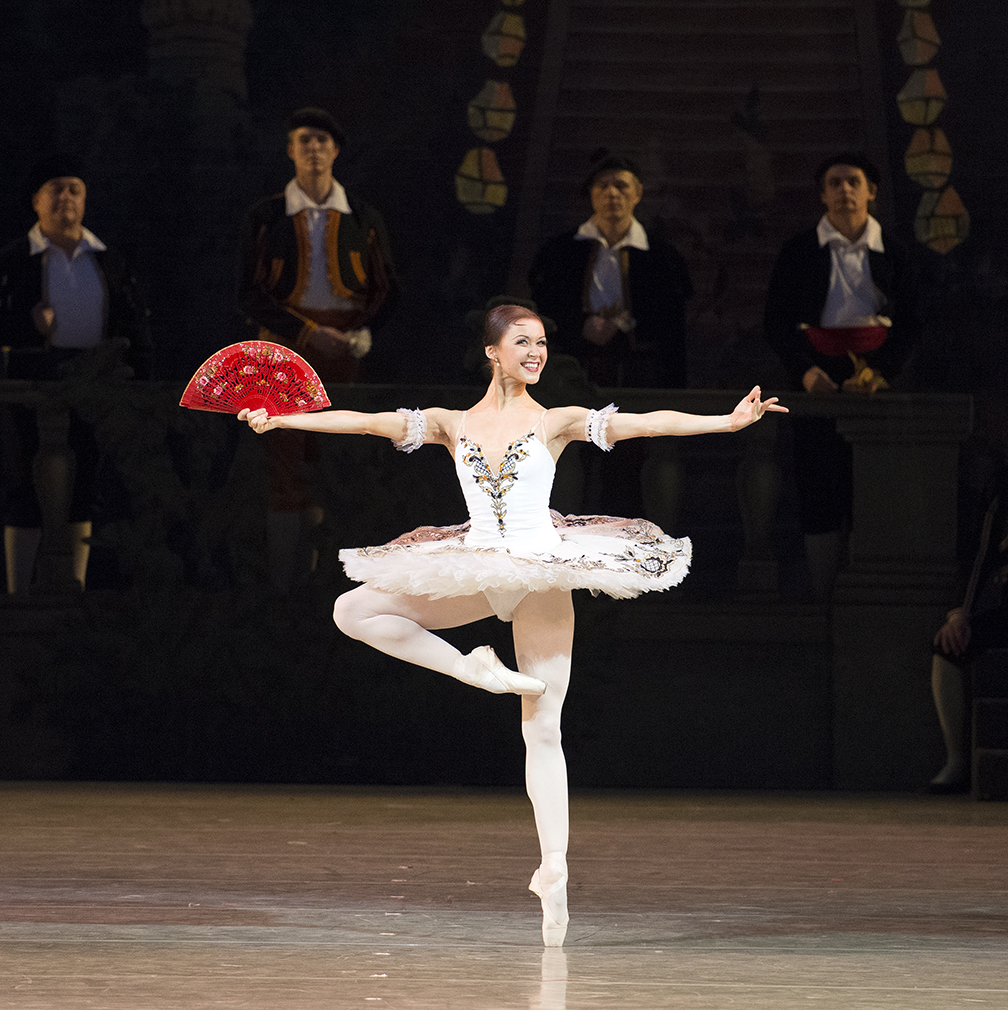
Elena Evseeva. Balletto Mariinskij, 2012

Elena Jur'evna Evseeva (in russo Елена Юрьевна Евсе́ева?; Iževsk, 13 dicembre 1982) è una ballerina russa di danza classica, solista presso il Balletto Mariinskij di San Pietroburgo.

## Biografia
Elena Evseeva è nata a Iževsk. Suo padre à economista; la mamma è allenatrice di ginnastica artistica. Da piccola si trasferisce a Perm' dove frequenta la famosa scuola di danza di Perm'. A quattordici anni partecipa a un concorso di danza a Mosca: proprio durante questo evento un insegnante del Teatro Boris Eyfman la nota e le consiglia di andare a studiare la danza all’Accademia Vaganova. Così Elena si trasferisce a San Pietroburgo. Nel 2001 ottiene il diploma della reputata Accademia lavorando con Marina Vassilieva e entra a far parte della compagnia del teatro Michajlovskij. Danzatrice solista, ci resta fino al 2008, l’anno in cui la invitano al Mariinskij. Oggi Elena Evseeva lavora come solista al Balletto Mariinskij con la sua insegnante Lubov’ Kunakova.
Nel 2009, al Concorso Internazionale di Danza a Seul, Elena vince il primo premio per un passo a due con Konstantin Zverev.
Nel 2011 ottiene il reputato titolo d’Artista d’Onore nella Repubblica dell'Udmurtia.

## Repertorio

### Il Balletto Mariinskij
Altro
- La Esmeralda: il passo a due di Diana e Atteone (coreografia di Agrippina Vaganova)
- La Vivandière: pas de six (coreografia di Arthur Saint-Léon)
- Grand Pas classique (coreografia di Viktor Gzovskiy)
- Acque di primavera: versione d’A. Messerer e quella di K. Goleizovsky
- Le Fiamme di Parigi: pas de deux (coreografia di Vassili Vainonen)
- Bhakti di Maurice Béjart
- Le Labyrinthe di Kseniia Zvereva
- Laurencia: Laurencia ; pas des six (coreografia di Vakhtang Chabukiani)